# يوسف بوطيبان
يوسف بوطيبان ، لاعب كرة قدم كويتي، لعب مع نادي السالمية.
في 16 ديسمبر 2008 وافقت إدارة نادي السالمية على إعارته إلى نادي النصر الكويتي لمدة موسم واحد.